# Paso de Ovejas
Pour les articles homonymes, voir Paso.
La ville de Paso de Ovejas le chef-lieu de la municipalité homonyme de Paso de Ovejas, dans l'État de Veracruz, au Mexique. Elle est située à l'est du golfe du Mexique, dans le bassin versant du fleuve Río Antigua, au bord de son affluent, le Río Atliyac. Elle dépend aussi de la région administrative de Sotavento, qui est une des 10 subdivisions administratives de l'État de Veracruz.

## Toponymie
Le nom de Paso de Ovejas provient du fait qu'il se situait à l'un des points de traversée de la rivière Río Atliyac, sur la route menant à Veracruz.

## Histoire
La ville de Paso de Ovejas s'est développée sur l'un des points de traversée de la rivière Río Atliyac sur la route menant à Veracruz. Cette route étaient empruntée par de nombreux marchands se rendant au port de Veracruz pour vendre leurs marchandises, telle que la laine.
En 1868, Paso de Ovejas obtient le statut de ville, sous le nom de Zempoala de Paso de Ovejas.